# Pobiedna (gromada w powiecie rawskim)
Pobiedna – dawna gromada, czyli najmniejsza jednostka podziału terytorialnego Polskiej Rzeczypospolitej Ludowej w latach 1954–1972.
Gromady, z gromadzkimi radami narodowymi (GRN) jako organami władzy najniższego stopnia na wsi, funkcjonowały od reformy reorganizującej administrację wiejską przeprowadzonej jesienią 1954 do momentu ich zniesienia z dniem 1 stycznia 1973, tym samym wypierając organizację gminną w latach 1954–1972.
Gromadę Pobiedna siedzibą GRN w Pobiednej utworzono – jako jedną z 8759 gromad na obszarze Polski – w powiecie rawskim w woj. łódzkim, na mocy uchwały nr 37/54 WRN w Łodzi z dnia 4 października 1954. W skład jednostki weszły obszary dotychczasowych gromad Gostomia, Pobiedna, Świdrygały, Świdrygały Nowe, Wola Pobiedzińska, Wólka Magierowa i Bełek (z wyłączeniem przysiółka Bełek) oraz obszary dotychczasowej gromady Góra położone na południe od rzeki Pilicy ze zniesionej gminy Góra w powiecie rawskim (woj. łódzkie), a także obszar dotychczasowej gromady Ulaski Gostomskie ze zniesionej gminy Klwów w powiecie opoczyńskim w woj. kieleckim. Dla gromady ustalono 16 członków gromadzkiej rady narodowej.
29 lutego 1956 z gromady Pobiedna wyłączono wieś Ulaski Gostomskie włączając ją do gromady Michałowice w powiecie grójeckim w woj. warszawskim.
1 stycznia 1958 do gromady Pobiedna przyłączono obszar zniesionej gromady Żdżarki oraz część zniesionej gromady Rosocha (kolonia Dąbrowa, kolonia Józefów, wieś Rosocha, kolonia Sacin i kolonia Sacinek).
Gromada przetrwała do końca 1972 roku, czyli do kolejnej reformy gminnej.